# Sergiusbågen

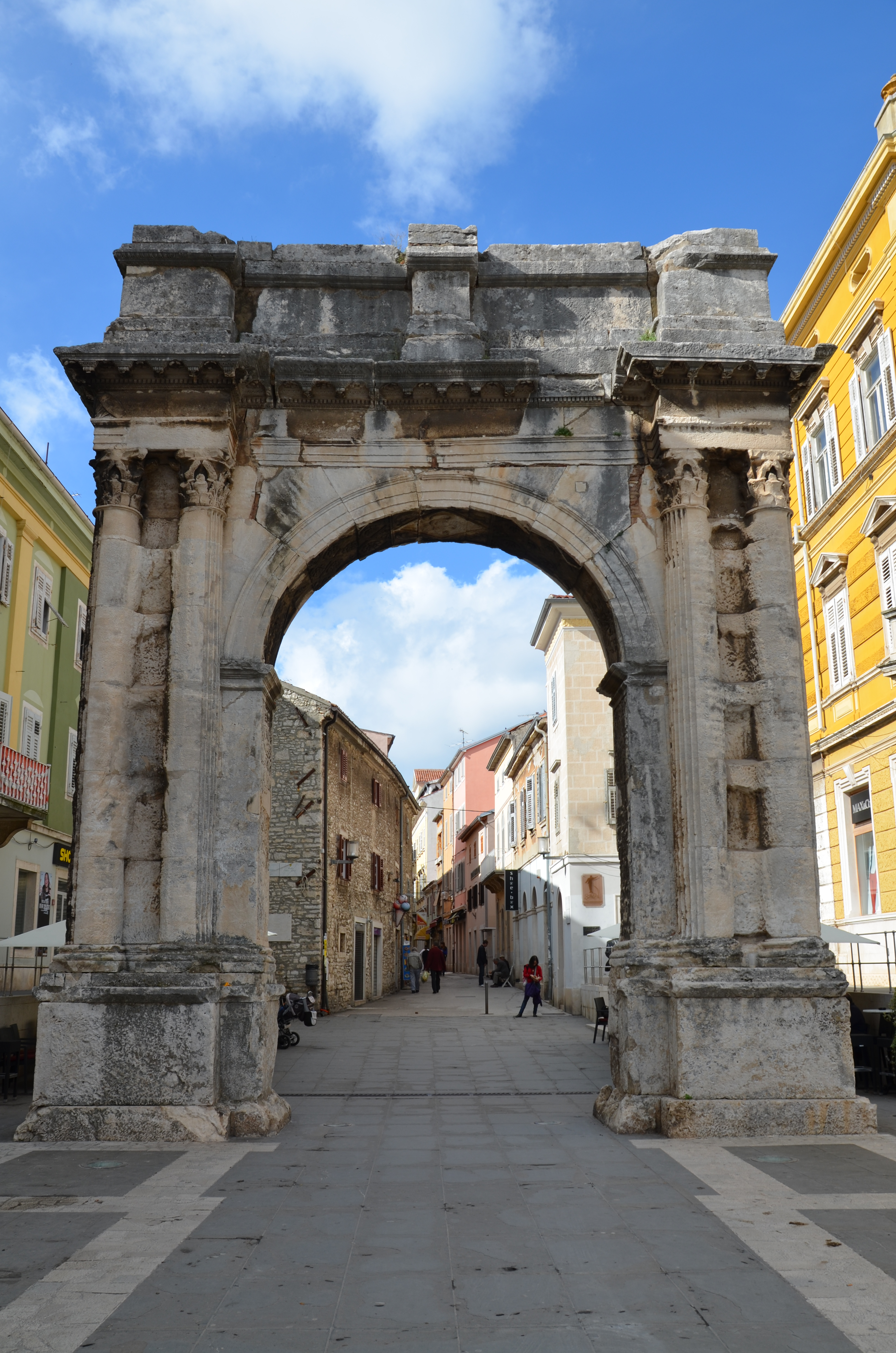
Sergiusbågen 2013.

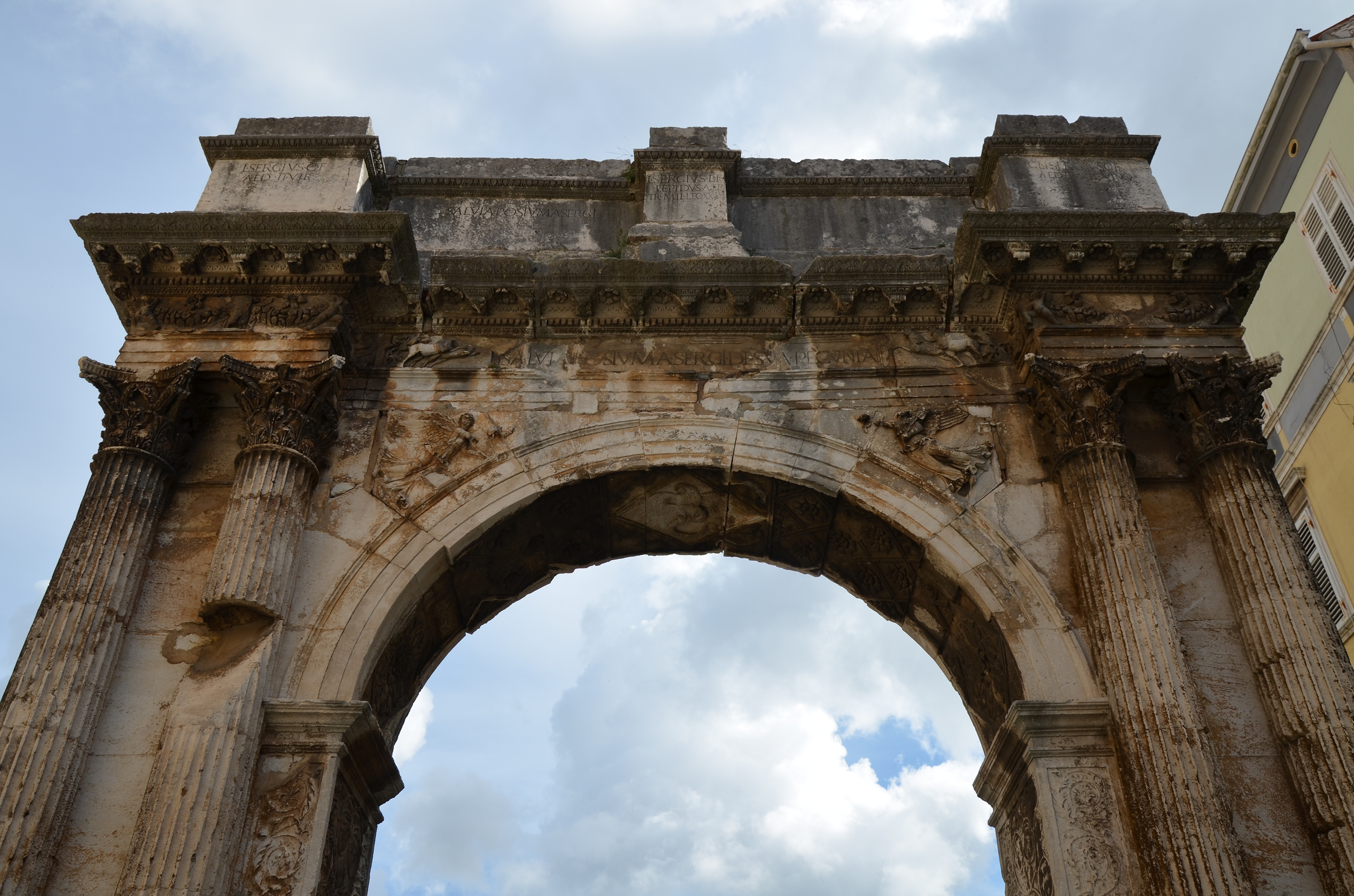
Detaljbild av Sergiusbågen 2013.

Sergiusbågen (kroatiska: Slavoluk Sergijevaca, italienska: Arco dei Sergi) är en romersk triumfbåge i Pula i Kroatien. Den uppfördes troligtvis 29-27 f.Kr. som en hyllning till tre medlemmar av den romerska Sergiafamiljen. Denna gens var vid tiden för dess uppförande en mäktig familj av tjänstemän som under flera århundraden dominerade den romerska kolonin Colonia Pietas Iulia Pola Pollentia Herculanea, nuvarande Pula. Triumfbågen ligger vid torget Portarata och är en av stadens turistattraktioner.

## Historik och arkitektur
Sergiusbågen är idag en fristående konstruktion men uppfördes ursprungligen vid stadsporten Porta Aurata eller Porta Aurera (Guldporten) som ledde in i det antika Pula. Den låg innanför stadsporten och stadsmurarna. Dess läge i förhållande till stadsporten och murarna gjorde att den högra sidan knappt var synlig och således mindre utsmyckad än övriga sidor. Som ett led i stadens urbanisering och befolkningstillväxt revs den gamla stadsporten och muren på 1800-talet och Sergiusbågen framträdde då som ett fristående objekt.
Sergiusbågen har korintiska kolonner och är präglad av influenser från hellenismen och mindre Asien.

## Inskriptioner
Av inskriptionerna på Sergiusbågen framgår det att den restes av Salvia Postuma som en hyllning till tre manliga medlemmar av Sergiafamiljen, nämligen Lucius Sergius Lepidus, Lucius Sergius och Gaius Sergius. På grund av objektets ålder, bristande information och de inblandades snarlika namn är personernas inbördes släktskap inte helt klarlagd. Den mittersta inskriptionen nämner Lucius Sergius Lepidus som kan ha varit Salvias son. Av inskriptionen framgår att Lucius Sergius Lepidus hade varit en tribun som hade tjänstgjort i den 29:e legionen. Den 29:e legionen hade deltagit i slaget vid Actium. Till vänster om denna finns en inskription som nämner Lucius Sergius, troligtvis Salvias make. Till höger om den mittersta inskriptionen omnämns Gaius Sergius, troligtvis Salvias svåger och Lucius bror. Vid två platser framgår att Salvia finansierat uppförandet av triumfbågen.